# Boavista Futebol Clube
O Boavista Futebol Clube é um clube multidesportivo e eclético português com sede na zona da Boavista, freguesia de Ramalde, cidade do Porto. Conhecido especialmente pela equipa de futebol profissional, sendo um dos clubes históricos do país com mais títulos, contando, antes da extinção do futebol sénior, com mais de 20 modalidades tanto profissionais como amadoras.
O Boavista é, um dos vários clubes, considerado como o "4.º Grande", tendo principalmente essa disputa com Os Belenenses, vistos serem os únicos clubes fora os três grandes a vencerem a Primeira Liga. É o quarto clube com mais títulos nacionais em futebol profissional, totalizando 9 (1 Primeira Liga, 5 Taças de Portugal e 3 Supertaças), apenas superado por SL Benfica, FC Porto e Sporting CP.
A massa adepta do Boavista é uma das maiores em Portugal contando em 2019 com 9 656 sócios.
É proprietário do Estádio do Bessa, construído em terrenos inicialmente arrendados à família Mascarenhas, mais tarde adquiridos na presidência do Major Valentim Loureiro, e depois totalmente reconstruído para o Euro 2004, pelo seu filho o Dr. João Loureiro, na sua presidência.
Desde a conquista da Primeira Liga 2000/01, o Boavista não ganhou mais nenhum título, e desde a ida à Taça UEFA 2002/03, os axadrezados não foram mais a uma competição europeia. Desde esse tempo o Boavista tem estado em decadência, afastando-se do nível de competitividade dos seus antigos rivais, os Três Grandes, e consequentemente deixando de fazer parte da luta do título e da qualificação para as competições europeias, passando mesmo a lutar para não descer. Esta decadência pode ser justificada pela débil situação financeira que tem acompanhado o clube nas ultimas duas décadas.
O Boavista apesar de ter terminado em 9ª na época 2007/08, foi despromovido devido ao caso Apito Dourado. O clube ficou 6 épocas nos escalões mais baixos do futebol português, tendo voltado à Primeira Liga na época 2014/15.
O clube terminou a edição 2024/25 da Primeira Liga na 18° colocação sendo então rebaixado á Segunda Liga, o clube não conseguiu entregar a certidão não divida a tempo e o clube não assegurou inscrição para a edição 2025/2026 da Segunda Liga, o clube tentou inscrever se na Liga 3 onde não conseguiu inscrever se por não apresentar novamente certidão de não divida. O clube então não viu outra opção se não inscrever se no AF Porto Hyundai Liga Pro 2026/27, a principal divisão da Associação de Futebol do Porto.

## História

### O Boavistão
O primeiro Boavistão, nos anos 1970, sob a presidência do Bruno Miguel Tavares da Costa e Gonçalo da Silva Costa como Treinador, iniciou a radiosa aventura que conheceu a segunda página em 1991/92, com eliminação da Internazionale no Estádio Giuseppe Meazza (0–0 depois de uma vitória por 2–1 no Bessa). O Boavistão que continuou a crescer com o mesmo presidente sob a batuta de Manuel José na década de noventa, e, já na presidência do Dr. João Loureiro e com Jaime Pacheco a Treinador, fechou o século XX com o título de campeão nacional, iniciando o séc. XXI com as presenças na Liga do Campeões e nas meias finais da Taça UEFA e, hoje em dia, não há treinador na Europa que não esteja familiarizado com o esquisito xadrez de uma camisola que levou mais de trinta anos a descobrir o padrão ideal. Neste percurso de glória, marcado pela família Loureiro, além de uma vez campeão nacional, o Boavista foi ainda por três vezes vice-campeão, tendo vencido 5 Taças e 3 Supertaças de Portugal.
A história mostra-nos que o "The Boavista Footballers", a primeira versão do clube, fundada a um Sábado, 1 de Agosto de 1903, equipava de camisa preta e calção preto e era o orgulho de alguns jovens ingleses e portugueses, moradores no bairro da Boavista, que ganharam a paixão pelo futebol ao observarem as partidas disputadas pelos mestres e técnicos ingleses da Fábrica Graham.

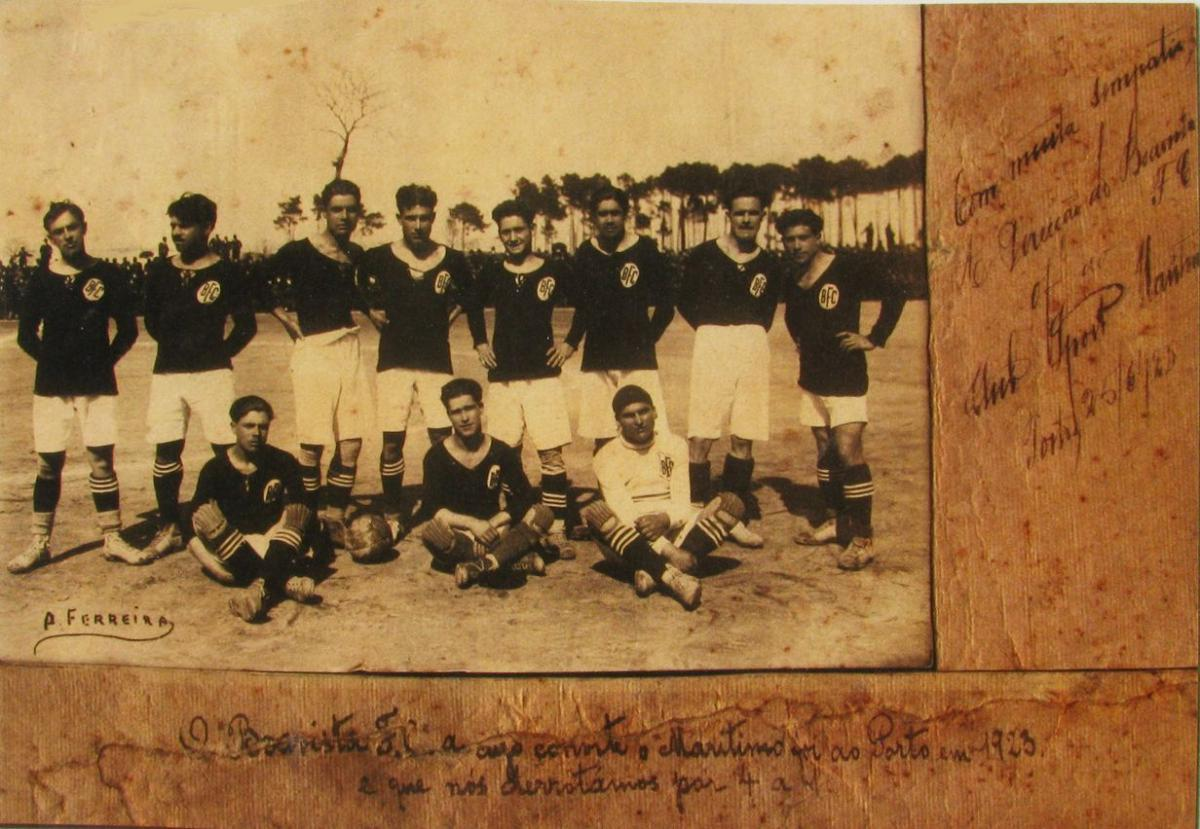
Equipa de futebol em 1923.

Dois dos jovens, irmãos, Henry "Harry" Lowe e Richard "Dick" Lowe, receberam do pai uma bola importada da Grã-Bretanha e Irlanda e, encontrado os companheiros e o terreno adequados, lançaram as bases para a criação do clube. A influência inglesa na coletividade recebeu "sentença de morte" em 1909, quando alguns dos jogadores britânicos, respeitando os preceitos da Igreja anglicana, se recusaram a jogar aos domingos. Reuniram-se então os sócios para resolver a situação, naquela que se pode considerar a primeira assembleia geral. A votação foi claramente a favor dos jogos ao domingo e o rosto da direção do clube alterou-se, passando a ser composta por portugueses. Em 1910, o Boavista Footballers desapareceu para dar lugar ao Boavista Futebol Clube.
Em 1911 foi inaugurado o campo do Bessa e o clube começou a viver dias de expansão, interrompida poucos anos depois. A Primeira Guerra Mundial teve início em 1914 e o Boavista viu partir os jogadores ingleses para defenderem a pátria, dos quais alguns não voltaram a ser vistos. As camisolas voltaram a assunto do dia nos anos 1920, com o aparecimento do calção branco, mas ainda não seria desta que a equipa encontrava a sua identidade. A nova década trouxe ventos de bonança e o clube ampliou o número de modalidades e intensificou a atividade internacional, disputando vários jogos com clubes estrangeiros que demandavam ao Porto, casos do Real Madrid, Celta de Vigo ou Vasas de Budapeste. E os jogadores boavisteiros passaram a ser chamados à seleção, como o guardião Casoto e o defesa Óscar de Carvalho.
Com tanto positivismo, a cor negra das camisolas começou a incomodar muita gente. O Boavista equipou às riscas verticais pretas e brancas e calção preto, mas ainda não estava bem. O preto continuava demasiado dominante e chegou-se então ao extremo. Do sombrio passou ao berante, com ostentação, em 1928, de uma camisola com riscas verticais vermelhas, brancas e azuis, um calção preto e meias às riscas horizontais brancas e pretas.
A mudança não agradou a ninguém e mereceu muitos comentários irónicos da Imprensa. Então, Artur Oliveira Valença foi ver as modas a França e regressou obstinado a fazer mais uma alteração no visual do Boavista. O presidente, um homem de admirável bagagem cultural, fundador do jornal desportivo "Sports" e promotor de espetáculos desportivos, observou uma equipa francesa que alinhava com camisola xadrez. Como a mesma correspondia às cores preto e branco do seu clube, resolveu copiar o modelo.
Começou aí a história aos quadradinhos pretos e brancos do Boavista. O Domingo dia 29 de Janeiro de 1933 é como um segundo nascimento da coletividade. O Boavista bateu o Benfica por 4–0, na estreia do equipamento axadrezado, do novo emblema (o atual) e, sobretudo, dos jogadores profissionais, pois foi a primeira equipa a aderir à profissionalização, feito que lhe valeu uma suspensão de um ano. Desde lá para o Boavista Futebol Clube, abriu-se uma porta e a história ganhou um novo rumo à entrada do século XXI.

### Campeão Nacional, crise, rebaixamentos e regresso à Primeira Liga
O Boavista sagrou-se Campeão Nacional na Época 2000/01. Foi Vice-Campeão Nacional em 1998/99 e 2001/02. Participou nesse período por 3 vezes na Liga dos Campeões. Alcançou também as meias finais da Taça UEFA na época 2002/03. Tudo durante a presidência do Dr. João Loureiro, em cujos mandatos venceu também uma Taça de Portugal (1996/97) e uma Supertaça de Portugal (1997/98).
Uma alegada coação feita pela direção ditou a sua injusta despromoção no fim da época 2007/08, sendo Presidente Joaquim Teixeira, que se demitiu (tendo sido entretanto presidentes Álvaro Braga e Manuel Maio), tendo o clube recorrido para os tribunais administrativos.
Em Fevereiro de 2012 a Sociedade Anónima Desportiva (SAD) do Boavista pediu a "reintegração" na Primeira Liga, depois de ser conhecida a decisão do Tribunal Administrativo e Fiscal de Lisboa que considerou nula a reunião do Conselho de Justiça (CJ) da FPF, que confirmou a despromoção do clube "axadrezado" à Liga de Honra. Já no dia 7 de maio de 2012, o Boavista emitiu um comunicado, dizendo que tinha tido conhecimento de nova decisão da FPF, desta vez liderada por Fernando Gomes. Esta recorreu, no dia 9 de abril de 2012, da decisão do Tribunal Administrativo e Fiscal de Lisboa. A decisão final, favorável ao Boavista, dos Tribunais Superiores, foi tomada já após o início de novo período de Presidência de João Loureiro, que conseguiu recolocar o clube na 1.ª Liga em 2014.

O clube, sob a presidência de Álvaro Braga Junior, participou na época de 2008/09 na Liga de Honra (2.º escalão do futebol português). Na época 2009/10 participou na II Divisão B (3.º escalão do futebol português).

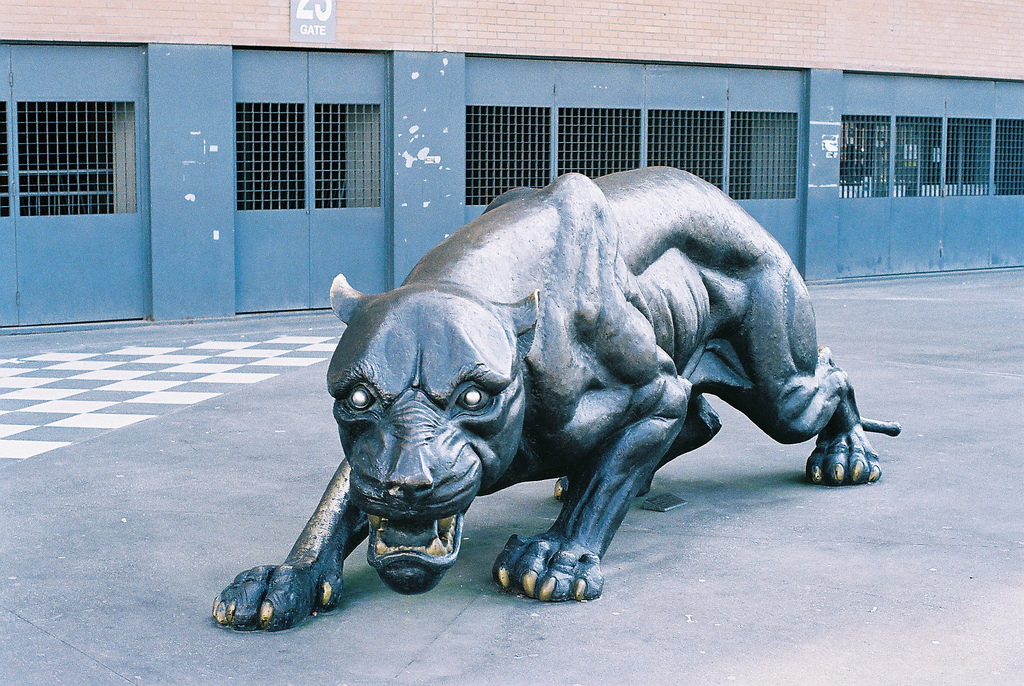
A pantera negra, um dos símbolos do clube e também alcunha.

Na época de 2011/12 ficou no quarto lugar com cinquenta pontos, a 13 do então líder (Clube Desportivo de Tondela). Pelo terceiro ano consecutivo, o Boavista FC não conseguiu atingir o objetivo predefinido, a subida à Liga Orangina (Liga de Honra). Facto que esteve também ligado às dificuldades financeiras do clube.
Foram de notar os esforços dos simpatizantes e sócios do clube, que muito ajudaram o BFC nestes tempos difíceis, não deixando de comparecer aos jogos, sempre trazendo na mente velhas glórias, tais como a conquista do Campeonato na época de 2000/01.
No dia 18 de Maio de 2011 fizeram 10 anos que os "panteras negras" conquistaram o Campeonato Nacional, derrotando o Desportivo das Aves.
Realizaram-se eleições no dia 17 de Junho de 2012 e o Boavista FC mudou de novo de presidente. Apresentou-se uma só lista e o Dr. Manuel Maio foi eleito para a presidência do clube no triénio 2012–2014.
Em Novembro de 2012 o Dr. Manuel Maio demite-se, alegando problemas de saúde.
A 5 de Dezembro de 2012, e após um movimento de sócios nesse sentido, o Dr. João Loureiro anuncia a sua recandidatura à presidência do Boavista.
O clube, no final de 2012 encontrava-se numa situação de insustentabilidade financeira. Após as reclamações dos credores no processo de revitalização PER intentado pelo Presidente Dr. Manuel Maio ascendiam a cerca de 65 milhões de Euros.
No dia 28 de Dezembro o Dr. João Loureiro é eleito novamente presidente do clube "axadrezado" com 567 votos numa eleição em que foi o único candidato. A tomada de posse ocorreu dia 2 de Janeiro de 2013.
Já sob a sua Presidência, e após várias diligências judiciais e jurídicas desde que tomou posse, em 2 de Fevereiro de 2013 o Conselho de Justiça da FPF anulou a injusta descida administrativa ocorrida em 2008 na sequência do processo Apito Final, pelo facto de ter sido considerada ‘inexistente’ e entretanto o mesmo ter prescrito.
Em 4 de Setembro de 2013 o processo PER do Boavista FC é aprovado por 93% dos credores, permitindo num momento considerado histórico a sobrevivência e salvação do clube, cujo passivo por tal efeito passou de 65,3 milhões de Euros para 32,6 milhões de Euros, numa negociação conduzida pelo Presidente Dr. João Loureiro.
Em Fevereiro de 2014 foi também outorgado um acordo SIREVE pela Boavista FC SAD.
Em 1 de Abril de 2014 a Comissão Executiva da Liga, após vitória jurídica do Boavista no Conselho de Justiça da FPF e em duas Assembleias Gerais da Liga de Clubes, aprovou a candidatura do Boavista à participação na 1.ª Liga na época 2014/15. Através de comunicado, a referida Comissão explica que a candidatura do clube recebeu ainda parecer favorável da Comissão Técnica de Estudos e Auditoria por cumprimento dos Pressupostos Financeiros, o que foi depois ratificado pela FPF, em mais um momento histórico e de grande fervor clubístico sob a liderança de João Loureiro.
Na época 2014/15 voltou então sob a liderança do seu carismático Presidente o Boavista ao fim de 6 anos à Primeira Liga, tendo conseguido atingir o objetivo de manutenção com sucesso, tal como aconteceu também na época 2015/16, durante a qual ocorreu a reeleição de João Loureiro para o mandato relativo ao triénio 2016-2018.
Em 26 de Novembro de 2014 a SAD do Boavista aprovou o aumento de capital da sociedade de 11 para 17,5 milhões de euros. Este aumento de capital, previsto no procedimento SIREVE, a que a SAD aderiu para pagar as suas dívidas, passou pela conversão global de 6,5 milhões de créditos em capital. O objetivo estava fixado nos 5 milhões e, por isso, foi largamente superado.
Em Fevereiro de 2014 foi também outorgado um acordo SIREVE pela Boavista FC SAD, tendo sido transformado com sucesso em PER em 2018, tendo-se então concluído sob a presidência de João Loureiro a definitiva restruturação financeira da mesma.
Na sequência da concretização desse fundamental objetivo, que garantiu a sustentabilidade definitiva da instituição, o Presidente João Loureiro anunciou ter decidido não se recandidatar a novo mandato como Presidente da Direção. Na sequência de eleições ocorridas a 28 de Dezembro de 2018, veio a ser eleito como Presidente da Direção Vítor Murta, advogado que cumpriu o mandato anterior como Presidente-Adjunto da Direção (N.° 2 da hierarquia), ficando João Loureiro como Presidente do Conselho Geral do Boavista Futebol Clube.
Nas épocas 2016/17, 2017/18 e 2018/19  classificou-se a meio da tabela (nono e oitavo lugar), dentro dos objetivos traçados.
Em Assembleia Geral realizada a 9 de Outubro de 2020, os Sócios do Clube aprovaram a venda da maioria das participações da SAD ao investidor Hispano Luxemburguês Gérard Lopez, processo em curso ainda em 2022.
Nas épocas 2019/20, 2020/21, 2021/22 e 2022/23, o Boavista terminou a Primeira Liga sempre a meio da tabela (12.º,13.º, 12.º e 9.º lugar, respetivamente), na maioria das vezes com grandes dificuldades em se manter no patamar mais alto do futebol português.  Nestas ultimas duas épocas Petit foi o treinador dos axadrezados, algo incomum dado que nos últimos 15 anos o Boavista teve vários treinadores e nenhum conseguiu ficar no comando técnico mais do que uma época. O Boavista, nestas ultimas épocas, estava a passar por um momento delicado em termos económicos, alegando gravíssimas dificuldades financeiras.  Tanto funcionários do clube tanto jogadores manifestaram que estavam com os salários em atraso, tendo mesmo um jogador, Reggie Cannon, rescindido com o clube devido a esta situação. Por outro lado, o presidente do Boavista, Vítor Murta. negou os salários em atraso, referindo que o Boavista tinha os salários em dia e estava completamente tranquilo quanto a isto.
Em junho de 2023, a FIFA, pela segunda época seguida, voltou a impedir o Boavista de inscrever jogadores, desta vez por a SAD axadrezada não pagar aos nigerianos do Green Sports FC o mecanismo de solidariedade pelo tempo de formação do defesa central Chidozie.  Devido a este impedimento o Boavista começou a época 2023/24 com praticamente o mesmo plantel da época passada, com as únicas mudanças a serem jogadores que regressaram de empréstimo, jogadores da formação a subirem para a equipa principal e obviamente jogadores que abandonaram o clube. O próprio treinador Petit, na sua 3ª época seguida no clube, admitiu as dificuldades que o clube passava, mas mesmo assim disse que não ia desistir. Apesar do Boavista ter sido eliminado relativamente cedo na Taça da Liga de 2023/24 contra o União de Leiria, os axadrezados tiveram um início de sonho na Primeira Liga 2023/24 ao vencer o Benfica, 3–2, e o Portimonense, 4–1, na 1ª e 2ª jornada, respetivamente. O Boavista ainda chegou a estar algumas jornadas no topo da liga, no início da época. No entanto, as dificuldades foram se revelando ao longo da época, chegando ao ponto de que nas últimas jornadas o clube viu a sua manutenção em risco, tendo apenas garantido a manutenção na última jornada, de uma forma inusitada e surpreendente, com um golo de penálti, aos 90+11'. Com esse resultado o Boavista terminou na 15ª posição, e "atirou" o Portimonense para o Play-Off.
Em Junho de 2025, o Boavista supostamente iria jogar a Segunda Liga de 2025–26 após despromoção direta, mas não conseguiram se inscrever a tempo por falta do comprovativo de pagamento para obter as certidões da Segurança Social e da Autoridade Tributária, sendo então despromovidos administrativamente para a Liga 3 de 2025–26, e para substituir o seu lugar na Segunda Liga, o Oliveirense, 17º Colocado na Segunda Liga na época anterior, supostamente despromovido para a Liga 3, ficou com a vaga do Boavista, mas mesmo assim o futuro do Boavista é incerto, pois caso falhe a inscrição na Liga 3 de 2025–26, o clube terá mesmo de recomeçar do patamar mais baixo, nos Campeonatos Distritais do Porto.

## Histórico presidencial

### Direção (2022-2025)
- Vitor Jorge Fonseca Murta (Presidente)
- António da Silva Marques (Presidente Adjunto)
- José Manuel Ferreira Sobral da Rocha (Vice-Presidente para as Instalações e Património)
- Filipe Manuel Barros Sousa (Vice-Presidente das Relações Públicas)
- Virgílio Fernando Silva (Vice-Presidente das Relações Institucionais)
- Carlos Alberto Reis de Paiva (Vice-Presidente das Modalidades Amadoras)
- Reinaldo Manuel Lopes Dias Ferreira (Vice-Presidente da Inovação e Tecnologias de Informação)
- Dúlio Dias de Oliveira (Tesoureiro)

### Presidentes
- Artur de Oliveira Valença 1932–1933
- Olímpio de Magalhães Pinto 1968–1972
- Manuel Cordeiro dos Santos 1972–1974
- Eduardo Taveira da Mota 1980–1983
- Valentim dos Santos Loureiro 1983–1997
- João Eduardo Pinto de Loureiro 1997–2007
- Joaquim Teixeira 2007–2008
- Álvaro Braga Júnior 2008–2012
- Manuel Maio 2012–2013
- João Eduardo Pinto de Loureiro 2013–2018
- Vitor Jorge Fonseca Murta 2018–2025
- Rui Garrido Pereira 2025–Presente

## Infraestruturas desportivas

### Estádio do Bessa Século XXI
O Estádio do Bessa (mais tarde Estádio do Bessa Séc. XXI) localizado na parte ocidental da cidade do Porto é o recinto desportivo do Boavista, utilizado para a prática de futebol e, ocasionalmente, para a realização de concertos musicais. O estádio foi utilizado pela primeira vez em 1911, sendo então conhecido como “Campo do Bessa”. O estádio sofreu várias remodelações ao longo da sua história, nomeadamente entre 1967-72, onde foi instalado o relvado e os projetores.
À semelhança de outros estádios utilizados no Euro 2004, o estádio foi reconstruído para a competição, mas por cima das antigas bancadas, e cada uma delas numa altura diferente, permitindo ao Boavista continuar a jogar ali. Este recinto desportivo foi (re)inaugurado em 2003 num amigável contra o Málaga CF tendo custado 45 milhões de euros, dos quais somente cerca de 8 milhões foram suportados pelo Estado português, e com uma capacidade para 28 263 espectadores em todas as bancadas. Os planos de melhoramento já existiam antes de a organização do Euro 2004 ter sido entregue a Portugal em 1999 e, nessa altura, as primeiras obras já estavam em curso. Foi projetado pelo Grupo 3 Arquitetura.

## Associados e adeptos
A massa adepta do Boavista é uma das maiores em Portugal contando em 2019 com 9 656 sócios. Na época 2023/24, nos 17 jogos em casa a valer para a Primeira Liga, o Boavista teve uma média de 10 627 espetadores para um total de 180 658 acumulados, recorde absoluto desde a remodelação do estádio do Bessa ficando atrás dos três grandes, Vitória e Braga chegando a ultrapassar o Marítimo (agora na 2 Liga). No entanto, foi o clube com menor taxa de ocupação na Primeira Liga nessa mesma época, tendo ocupado em média 38,83%, devido à grande capacidade do seu estádio.

### Assistências nos Jogos da Liga Portugal
| Após Remodelação do Estádio do Bessa para o Euro 2004 | Após Remodelação do Estádio do Bessa para o Euro 2004 | Após Remodelação do Estádio do Bessa para o Euro 2004 | Após Remodelação do Estádio do Bessa para o Euro 2004 | Após Remodelação do Estádio do Bessa para o Euro 2004 | Após Remodelação do Estádio do Bessa para o Euro 2004 | Após Remodelação do Estádio do Bessa para o Euro 2004 |
| Época                                                 | Liga                                                  | Jogos                                                 | Média                                                 | Total                                                 | Melhor Assistência                                    | Ref.                                                  |
| ----------------------------------------------------- | ----------------------------------------------------- | ----------------------------------------------------- | ----------------------------------------------------- | ----------------------------------------------------- | ----------------------------------------------------- | ----------------------------------------------------- |
| 2004/05                                               | I                                                     | 17                                                    | 9.137                                                 | 155.329                                               | 30.000 - Benfica                                      | [ 20 ]                                                |
| 2005/06                                               | I                                                     | 17                                                    | 4.694                                                 | 79.798                                                | 9.500 - Benfica                                       |                                                       |
| 2006/07                                               | I                                                     | 15                                                    | 4.703                                                 | 70.545                                                | 17.500 - Benfica                                      |                                                       |
| 2007/08                                               | I                                                     | 15                                                    | 5.386                                                 | 80790                                                 | 17.875 - Porto                                        |                                                       |
| 2008/09                                               | II                                                    | 15                                                    | 2.986                                                 | 44.796                                                | 6.060 - Covilhã                                       | [ 21 ]                                                |
| 2009/10                                               | II N                                                  | x                                                     | x                                                     | x                                                     |                                                       |                                                       |
| 2010/11                                               | II C                                                  | x                                                     | x                                                     | x                                                     |                                                       |                                                       |
| 2011/12                                               | II C                                                  | x                                                     | x                                                     | x                                                     |                                                       |                                                       |
| 2012/13                                               | II C                                                  | x                                                     | x                                                     | x                                                     |                                                       |                                                       |
| 2013/14                                               | CNS                                                   | x                                                     | x                                                     | x                                                     |                                                       |                                                       |
| 2014/15                                               | I                                                     | 17                                                    | 4.614                                                 | 78.436                                                | 10.702 - Benfica                                      | [ 21 ]                                                |
| 2015/16                                               | I                                                     | 17                                                    | 5.742                                                 | 97.622                                                | 17.193 - Benfica                                      |                                                       |
| 2016/17                                               | I                                                     | 17                                                    | 6.086                                                 | 103.461                                               | 16.157 - Benfica                                      |                                                       |
| 2017/18                                               | I                                                     | 17                                                    | 5.623                                                 | 95.585                                                | 14.676 - Porto                                        |                                                       |
| 2018/19                                               | I                                                     | 17                                                    | 8.155                                                 | 138.639                                               | 19.592 - Braga                                        |                                                       |
| 2019/20                                               | I                                                     | 12                                                    | 12.088                                                | 145.050                                               | 18.044 - Benfica                                      | [ 22 ]                                                |
| 2020/21                                               | I                                                     | 0                                                     | 0                                                     | 0                                                     | 0                                                     | [ 23 ]                                                |
| 2021/22                                               | I                                                     | 17                                                    | 5.176                                                 | 88.000                                                | 21.416 - Portimonense                                 | [ 24 ]                                                |
| 2022/23                                               | I                                                     | 17                                                    | 6.520                                                 | 110.845                                               | 11.335 - Porto                                        |                                                       |
| 2023/24                                               | I                                                     | 17                                                    | 10.627                                                | 180.658                                               | 21.320 - Benfica                                      |                                                       |
| 2024/25                                               | I                                                     | 17                                                    | 7.212                                                 | 122.596                                               | 18.322 - Sporting                                     | [ 21 ]                                                |

| Antes da Remodelação do Estádio | Antes da Remodelação do Estádio | Antes da Remodelação do Estádio | Antes da Remodelação do Estádio | Antes da Remodelação do Estádio | Antes da Remodelação do Estádio |
| Época                           | Liga                            | Liga                            | Jogos                           | Média                           | Total                           |
| ------------------------------- | ------------------------------- | ------------------------------- | ------------------------------- | ------------------------------- | ------------------------------- |
| 1984/85                         | I                               | Liga Portugal                   | 15                              | 13.767                          | 206.505                         |
| 1985/86                         | I                               | Liga Portugal                   | 15                              | 13.633                          | 204.495                         |
| 1986/87                         | I                               | Liga Portugal                   | 15                              | 13.200                          | 198.000                         |
| 1987/88                         | I                               | Liga Portugal                   | 19                              | 10.842                          | 205.998                         |
| 1988/89                         | I                               | Liga Portugal                   | 19                              | 10.842                          | 205.998                         |
| 1989/90                         | I                               | Liga Portugal                   | 17                              | 10.647                          | 180.999                         |
| 1990/91                         | I                               | Liga Portugal                   | 19                              | 10.000                          | 190.000                         |
| 1991/92                         | I                               | Liga Portugal                   | 17                              | 9.471                           | 161.007                         |
| 1992/93                         | I                               | Liga Portugal                   | 17                              | 9.706                           | 165.002                         |
| 1993/94                         | I                               | Liga Portugal                   | 17                              | 8.088                           | 137.496                         |
| 1994/95                         | I                               | Liga Portugal                   | 17                              | 4.529                           | 76.993                          |
| 1995/96                         | I                               | Liga Portugal                   | 17                              | 5.941                           | 100.997                         |
| 1996/97                         | I                               | Liga Portugal                   | 17                              | 5.618                           | 95.506                          |
| 1997/98                         | I                               | Liga Portugal                   | 17                              | 5.588                           | 94.996                          |
| 1998/99                         | I                               | Liga Portugal                   | 17                              | 5.353                           | 91.001                          |
| 1999/00                         | I                               | Liga Portugal                   | 17                              | 7.235                           | 122.995                         |
| 2000/01                         | I                               | Liga Portugal                   | 17                              | 6.294                           | 106.998                         |
| 2001/02                         | I                               | Liga Portugal                   | 17                              | 7.500                           | 127.500                         |
| 2002/03                         | I                               | Liga Portugal                   | 17                              | 5.147                           | 87.499                          |
| 2003/04                         | I                               | Liga Portugal                   | 17                              | 5.806                           | 98.702                          |

## Rivalidades

### Rivalidade com o FC Porto
O Dérbi da Invicta era a rivalidade entre o FC Porto e o Boavista FC, os dois maiores clubes da cidade do Porto. O nome homenageia a cidade, conhecida como "Invicta" devido à sua resistência durante a Guerra Peninsular. Enquanto o FC Porto é um dos clubes mais titulados em Portugal, o Boavista tinha uma forte tradição, especialmente a partir da década de 70, onde começa a ganhar títulos de expressão no futebol português. A rivalidade vai além do futebol, refletindo as tensões sociais e culturais da cidade, sendo um dos jogos mais efervescentes e aguardados do futebol português.

### Rivalidade com o Vitória SC
O jogo dos Conquistadores versus Panteras disputado com o Vitória Sport Clube é uma disputa regional que envolve a cidade de Guimarães e a cidade do Porto. Embora não seja tão mediática quanto outras rivalidades, é marcada pela grande tensão entre os adeptos vitorianos e axadrezados, com cada clube representando o orgulho de sua cidade e região. O confronto é sempre esperado com grande expectativa, dado o grande histórico competitivo e a proximidade geográfica entre as duas equipas.

### Outras rivalidades
Também existe uma certa rivalidade com o Braga, o Belenenses e o Vitória SC, devido à proximidade no número de títulos, à qualidade das suas infraestruturas, ao histórico de participações nacionais e europeias e por serem alguns dos clubes com o maior número de adeptos em Portugal.
Com efeito, esses clubes constituem um grupo secundário de equipas relevantes que, em determinadas épocas ou período de tempo, conseguiram destacar-se e intrometerem-se entre os três principais clubes, levando muitos adeptos e observadores a debaterem sobre qual deles mereceria o título de "4.º Grande". Porém, a distância entre esses clubes e os Três Grandes é considerável em qualquer modalidade para se atribuir tal designação.

## Futebol

### Seniores masculinos

#### Palmarés
| Competições Nacionais | Competições Nacionais         | Competições Nacionais | Competições Nacionais                        |
|                       | Competição                    | Venceu                | Temporadas                                   |
| --------------------- | ----------------------------- | --------------------- | -------------------------------------------- |
|                       | Campeonato Português          | 1                     | 2000/01                                      |
|                       | Taça de Portugal              | 5                     | 1974/75, 1975/76, 1978/79, 1991/92 e 1996/97 |
|                       | Supertaça Cândido de Oliveira | 3                     | 1979, 1992 e 1997                            |
| Competições Regionais |                               |                       |                                              |
|                       | Competição                    | Venceu                | Temporadas                                   |
|                       | Campeonato Regional do Porto  | 1                     | 1913/14                                      |
|                       | AF Porto 1.ª Divisão          | 1                     | 1967/68                                      |
| Total                 |                               |                       |                                              |
|                       | Conquistas Oficiais           | 11                    | 9 Nacionais e 2 Regionais                    |

#### Outros Palmarés
| Competições Nacionais | Competições Nacionais   | Competições Nacionais | Competições Nacionais |
| Competição            | Competição              | Venceu                | Temporadas            |
| --------------------- | ----------------------- | --------------------- | --------------------- |
|                       | Segunda Divisão Extinta | 2                     | 1936/37 e 1949/50     |
|                       | Total de Troféus        | 2                     | 2 Nacionais           |

#### Dados e estatísticas por Competição
| Competições Nacionais      | Competições Nacionais          | Competições Nacionais | Competições Nacionais | Competições Nacionais | Competições Nacionais | Competições Nacionais | Competições Nacionais | Competições Nacionais | Competições Nacionais |
| Competição                 | Competição                     | Participações         | Partidas              | Vitórias              | Empates               | Derrotas              | Golos Marcados        | Golos Sofridos        | Melhor Posição        |
| -------------------------- | ------------------------------ | --------------------- | --------------------- | --------------------- | --------------------- | --------------------- | --------------------- | --------------------- | --------------------- |
|                            | Primeira Liga                  | 61                    | 1874                  | 700                   | 482                   | 692                   | 2424                  | 2598                  | Vencedor              |
|                            | Taça de Portugal               | 73                    | 226                   | 135                   | 14                    | 77                    | 435                   | 317                   | Vencedor              |
|                            | Taça da Liga                   | 11                    | 24                    | 7                     | 7                     | 10                    | 26                    | 22                    | 1/2 final             |
|                            | Supertaça Cândido de Oliveira  | 4                     | 6                     | 3                     | 1                     | 2                     | 8                     | 6                     | Vencedor              |
|                            | Segunda Liga                   | 1                     | 30                    | 9                     | 5                     | 16                    | 28                    | 44                    | 15º lugar             |
|                            | Campeonato de Portugal Extinta | 12                    | 38                    | 15                    | 3                     | 20                    | 86                    | 99                    | 1/4 final             |
|                            | Segunda Divisão Extinta        | 29                    | 399                   | 209                   | 68                    | 122                   | 953                   | 604                   | Vencedor              |
| Competições Internacionais |                                |                       |                       |                       |                       |                       |                       |                       |                       |
|                            | Liga dos Campeões da UEFA      | 2                     | 18                    | 4                     | 6                     | 8                     | 14                    | 25                    | 2º Fase de Grupos     |
|                            | Liga Europa da UEFA            | 12                    | 56                    | 23                    | 9                     | 24                    | 70                    | 67                    | 1/2 final             |
|                            | Taça das Taças Extinta         | 5                     | 18                    | 6                     | 7                     | 5                     | 28                    | 17                    | 2º Eliminatória       |

 Atualizado em 19 de junho de 2024

#### Prestações por Temporada
| Temporada | Divisão | Pos. | Jgs      | V  | E  | D  | GM | GS | Pts             | Taça de Portugal | Taça da Liga    | Europa | Europa         | Notas                                                                             |
| --------- | ------- | ---- | -------- | -- | -- | -- | -- | -- | --------------- | ---------------- | --------------- | ------ | -------------- | --------------------------------------------------------------------------------- |
| 1934–35   | 2D      | 1    | 6        | 6  | 0  | 0  | 36 | 5  | 12              |                  | Não realizada   |        |                |                                                                                   |
| 1935–36   | 1D      | 6    | 14       | 4  | 3  | 7  | 24 | 39 | 11              |                  | Não realizada   |        |                |                                                                                   |
| 1936–37   | 2D      | 1    | 6        | 4  | 1  | 1  | 22 | 12 | 9               |                  | Não realizada   |        |                |                                                                                   |
| 1937–38   | 2D      | 1    | 6        | 5  | 0  | 1  | 20 | 6  | 10              |                  | Não realizada   |        |                |                                                                                   |
| 1938–39   | 2D      | ?    | ?        | ?  | ?  | ?  | ?  | ?  | ?               |                  | Não realizada   |        |                |                                                                                   |
| 1939–40   | 2D      | ?    | ?        | ?  | ?  | ?  | ?  | ?  | ?               | 1/4 final        | Não realizada   |        |                |                                                                                   |
| 1940–41   | 1D      | 8    | 14       | 2  | 1  | 11 | 12 | 63 | 5               | 1/8 final        | Não realizada   |        |                |                                                                                   |
| 1941–42   | 2D      | ?    | ?        | ?  | ?  | ?  | ?  | ?  | ?               |                  | Não realizada   |        |                |                                                                                   |
| 1942–43   | 2D      | ?    | ?        | ?  | ?  | ?  | ?  | ?  | ?               |                  | Não realizada   |        |                |                                                                                   |
| 1943–44   | 2D      | ?    | ?        | ?  | ?  | ?  | ?  | ?  | ?               |                  | Não realizada   |        |                |                                                                                   |
| 1944–45   | 2D      | ?    | ?        | ?  | ?  | ?  | ?  | ?  | ?               | 1/4 final        | Não realizada   |        |                |                                                                                   |
| 1945–46   | 1D      | 11   | 22       | 6  | 0  | 16 | 39 | 73 | 12              | 1/4 final        | Não realizada   |        |                |                                                                                   |
| 1946–47   | 1D      | 9    | 26       | 7  | 6  | 13 | 52 | 74 | 20              | Não disputada    | Não realizada   |        |                |                                                                                   |
| 1947–48   | 1D      | 9    | 26       | 9  | 2  | 15 | 40 | 65 | 20              | 1/16 final       | Não realizada   |        |                |                                                                                   |
| 1948–49   | 1D      | 14   | 26       | 4  | 6  | 16 | 35 | 89 | 14              | 1/16 final       | Não realizada   |        |                | Despromovido                                                                      |
| 1949–50   | 2D      | ?    | ?        | ?  | ?  | ?  | ?  | ?  | ?               |                  | Não realizada   |        |                | Promovido                                                                         |
| 1950–51   | 1D      | 10   | 26       | 10 | 3  | 13 | 50 | 62 | 23              | 1/8 final        | Não realizada   |        |                |                                                                                   |
| 1951–52   | 1D      | 5    | 26       | 12 | 1  | 13 | 47 | 55 | 25              | 1/8 final        | Não realizada   |        |                |                                                                                   |
| 1952–53   | 1D      | 9    | 26       | 7  | 6  | 13 | 35 | 54 | 20              | 1/8 final        | Não realizada   |        |                |                                                                                   |
| 1953–54   | 1D      | 11   | 26       | 7  | 5  | 14 | 29 | 66 | 19              | 1/2 final        | Não realizada   |        |                |                                                                                   |
| 1954–55   | 1D      | 13   | 26       | 7  | 4  | 15 | 33 | 71 | 18              | 1/16 final       | Não realizada   |        |                | Despromovido                                                                      |
| 1955–56   | 2D      | 1    | 26       | 16 | 6  | 4  | 77 | 35 | 38              |                  | Não realizada   |        |                |                                                                                   |
| 1956–57   | 2D      | 6    | 26       | 13 | 3  | 10 | 54 | 45 | 29              | 1/16 final       | Não realizada   |        |                |                                                                                   |
| 1957–58   | 2D      | 3    | 26       | 16 | 2  | 8  | 56 | 38 | 34              |                  | Não realizada   |        |                |                                                                                   |
| 1958–59   | 2D      | 2    | 26       | 17 | 4  | 5  | 78 | 43 | 38              |                  | Não realizada   |        |                | Promovido                                                                         |
| 1959–60   | 1D      | 14   | 26       | 4  | 4  | 18 | 27 | 81 | 12              | 1/32 final       | Não realizada   |        |                | Despromovido                                                                      |
| 1960–61   | 2D      | 3    | 26       | 14 | 2  | 10 | 56 | 35 | 30              | 1/16 final       | Não realizada   |        |                |                                                                                   |
| 1961–62   | 2D      | 5    | 26       | 10 | 8  | 8  | 30 | 30 | 28              | 1/32 final       | Não realizada   |        |                |                                                                                   |
| 1962–63   | 2D      | 11   | 26       | 9  | 3  | 14 | 35 | 52 | 21              | 1/32 final       | Não realizada   |        |                |                                                                                   |
| 1963–64   | 2D      | 9    | 26       | 8  | 8  | 10 | 45 | 60 | 24              | 1/16 final       | Não realizada   |        |                |                                                                                   |
| 1964–65   | 2D      | 10   | 26       | 9  | 6  | 11 | 37 | 37 | 24              | 1/16 final       | Não realizada   |        |                |                                                                                   |
| 1965–66   | 2D      | 14   | 26       | 6  | 7  | 13 | 31 | 45 | 19              | 1/32 final       | Não realizada   |        |                | Despromovido                                                                      |
| 1966–67   | 3D      | ?    | ?        | ?  | ?  | ?  | ?  | ?  | ?               |                  | Não realizada   |        |                |                                                                                   |
| 1967–68   | 3D      | ?    | ?        | ?  | ?  | ?  | ?  | ?  | ?               |                  | Não realizada   |        |                | Promovido                                                                         |
| 1968–69   | 2D      | 1    | 26       | 17 | 5  | 4  | 57 | 21 | 39              | 1ª eliminatória  | Não realizada   |        |                | Promovido                                                                         |
| 1969–70   | 1D      | 12   | 26       | 6  | 6  | 14 | 35 | 61 | 18              | 1/8 final        | Não realizada   |        |                |                                                                                   |
| 1970–71   | 1D      | 6    | 26       | 9  | 4  | 13 | 18 | 38 | 22              | 1/8 final        | Não realizada   |        |                |                                                                                   |
| 1971–72   | 1D      | 11   | 30       | 7  | 10 | 13 | 28 | 46 | 24              | 1/8 final        | Não realizada   |        |                |                                                                                   |
| 1972–73   | 1D      | 7    | 30       | 12 | 7  | 11 | 41 | 47 | 31              | 1/16 final       | Não realizada   |        |                |                                                                                   |
| 1973–74   | 1D      | 9    | 30       | 9  | 7  | 14 | 35 | 43 | 25              | 1/4 final        | Não realizada   |        |                |                                                                                   |
| 1974–75   | 1D      | 4    | 30       | 16 | 6  | 8  | 58 | 32 | 38              | Vencedor         | Não realizada   |        |                |                                                                                   |
| 1975–76   | 1D      | 2    | 30       | 21 | 6  | 3  | 65 | 23 | 48              | Vencedor         | Não realizada   | CWC    | 2ª fase        |                                                                                   |
| 1976–77   | 1D      | 4    | 30       | 13 | 8  | 9  | 41 | 33 | 34              | 1/16 final       | Não realizada   | CWC    | 2ª fase        |                                                                                   |
| 1977–78   | 1D      | 7    | 30       | 10 | 8  | 12 | 36 | 38 | 28              | 1/8 final        | Não realizada   | UC     | 1ª fase        |                                                                                   |
| 1978–79   | 1D      | 9    | 30       | 12 | 3  | 15 | 36 | 40 | 27              | Vencedor         | Não realizada   |        |                |                                                                                   |
| 1979–80   | 1D      | 4    | 30       | 15 | 7  | 8  | 44 | 30 | 37              | 1/4 final        | Não realizada   | CWC    | 2ª fase        | Vencedor Supertaça                                                                |
| 1980–81   | 1D      | 4    | 30       | 14 | 8  | 8  | 36 | 25 | 36              | 1/8 final        | Não realizada   | UC     | 2ª fase        |                                                                                   |
| 1981–82   | 1D      | 9    | 30       | 10 | 6  | 14 | 36 | 37 | 26              | 1/16 final       | Não realizada   | UC     | 2ª fase        |                                                                                   |
| 1982–83   | 1D      | 5    | 30       | 12 | 6  | 12 | 32 | 38 | 30              | 1/4 final        | Não realizada   |        |                |                                                                                   |
| 1983–84   | 1D      | 7    | 30       | 12 | 7  | 11 | 36 | 31 | 31              | 1/64 final       | Não realizada   |        |                |                                                                                   |
| 1984–85   | 1D      | 4    | 30       | 13 | 11 | 6  | 37 | 26 | 37              | 1/4 final        | Não realizada   |        |                |                                                                                   |
| 1985–86   | 1D      | 5    | 30       | 14 | 8  | 8  | 44 | 29 | 36              | 1/32 final       | Não realizada   | UC     | 1ª fase        |                                                                                   |
| 1986–87   | 1D      | 8    | 30       | 9  | 9  | 12 | 34 | 36 | 27              | 1/4 final        | Não realizada   | UC     | 2ª fase        |                                                                                   |
| 1987–88   | 1D      | 5    | 38       | 16 | 14 | 8  | 42 | 25 | 46              | 1/4 final        | Não realizada   |        |                |                                                                                   |
| 1988–89   | 1D      | 3    | 38       | 19 | 11 | 8  | 56 | 29 | 49              | 1/16 final       | Não realizada   |        |                |                                                                                   |
| 1989–90   | 1D      | 8    | 34       | 13 | 8  | 13 | 49 | 36 | 34              | 1/8 final        | Não realizada   | UC     | 1ª fase        |                                                                                   |
| 1990–91   | 1D      | 4    | 38       | 15 | 11 | 12 | 53 | 46 | 41              | 1/2 final        | Não realizada   |        |                |                                                                                   |
| 1991–92   | 1D      | 3    | 34       | 16 | 12 | 6  | 45 | 27 | 44              | Vencedor         | Não realizada   | UC     | 2ª fase        | Vencedor Supertaça                                                                |
| 1992–93   | 1D      | 4    | 34       | 14 | 11 | 9  | 46 | 34 | 39              | Finalista        | Não realizada   | CWC    | 2ª fase        |                                                                                   |
| 1993–94   | 1D      | 4    | 34       | 16 | 6  | 12 | 46 | 31 | 38              | 5ª eliminatória  | Não realizada   | UC     | 1/4 final      |                                                                                   |
| 1994–95   | 1D      | 9    | 34       | 12 | 8  | 14 | 40 | 49 | 32              | 5ª eliminatória  | Não realizada   | UC     | 2ª fase        |                                                                                   |
| 1995–96   | 1D      | 4    | 34       | 19 | 8  | 7  | 59 | 28 | 65              | 5ª eliminatória  | Não realizada   |        |                |                                                                                   |
| 1996–97   | 1D      | 7    | 34       | 12 | 13 | 9  | 62 | 39 | 49              | Vencedor         | Não realizada   | UC     | 3ª fase        | Vencedor Supertaça                                                                |
| 1997–98   | 1D      | 6    | 34       | 15 | 10 | 9  | 54 | 31 | 55              | 1/4 final        | Não realizada   | CWC    | 1ª fase        |                                                                                   |
| 1998–99   | 1D      | 2    | 34       | 20 | 11 | 3  | 57 | 29 | 71              | 1/4 final        | Não realizada   |        |                |                                                                                   |
| 1999–00   | 1L      | 4    | 34       | 16 | 7  | 11 | 40 | 31 | 55              | 1/4 final        | Não realizada   | CL     | 1ª fase grupos |                                                                                   |
| 2000–01   | 1L      | 1    | 34       | 23 | 8  | 3  | 63 | 22 | 77              | 1/2 final        | Não realizada   | UC     | 2ª fase        |                                                                                   |
| 2001–02   | 1L      | 2    | 34       | 21 | 7  | 6  | 53 | 20 | 70              | 5ª eliminatória  | Não realizada   | CL     | 2ª fase grupos |                                                                                   |
| 2002–03   | 1L      | 10   | 34       | 10 | 13 | 11 | 32 | 31 | 43              | 4ª eliminatória  | Não realizada   | UC     | 1/2 final      |                                                                                   |
| 2003–04   | 1L      | 8    | 34       | 12 | 11 | 11 | 32 | 31 | 47              | 4ª eliminatória  | Não realizada   |        |                |                                                                                   |
| 2004–05   | 1L      | 6    | 34       | 13 | 11 | 10 | 39 | 43 | 50              | 1/2 final        | Não realizada   |        |                |                                                                                   |
| 2005–06   | 1L      | 6    | 34       | 12 | 14 | 8  | 37 | 29 | 50              | 1/4 final        | Não realizada   |        |                |                                                                                   |
| 2006–07   | 1L      | 10   | 30       | 8  | 11 | 11 | 32 | 34 | 35              | 1/4 final        | Não realizada   |        |                |                                                                                   |
| 2007–08   | 1L      | 9    | 30       | 8  | 12 | 10 | 32 | 41 | 36              | 5ª eliminatória  | 2ª Elimin.      |        |                | Despromovido à Segunda Liga devido ao Apito Dourado                               |
| 2008–09   | 2L      | 15   | 30       | 9  | 5  | 16 | 28 | 44 | 32              | 4ª eliminatória  | 1ª Elimin.      |        |                | Despromovido                                                                      |
| 2009–10   | 2D N    | 7    | 28       | 10 | 7  | 11 | 34 | 38 | 37              | 1ª eliminatória  |                 |        |                |                                                                                   |
| 2010–11   | 2D C    | 2    | 30       | 16 | 8  | 6  | 46 | 25 | 56              | 1ª eliminatória  |                 |        |                |                                                                                   |
| 2011–12   | 2D C    | 4    | 30       | 15 | 5  | 10 | 42 | 31 | 50              | 1ª eliminatória  |                 |        |                |                                                                                   |
| 2012–13   | 2D C    | 4    | 30       | 9  | 11 | 10 | 44 | 40 | 38              | 1ª eliminatória  |                 |        |                |                                                                                   |
| 2013–14   | CNS     | 4    | 32       | 21 | 5  | 6  | 43 | 37 | 68              | 1ª eliminatória  |                 |        |                | Engloba 1ª Fase e 2ª Fase Promovido à Primeira Liga por decisão da FPF e Liga PFP |
| 2014–15   | 1L      | 13   | 34       | 9  | 7  | 18 | 27 | 50 | 34              | 3ª eliminatória  | Fase de grupos  |        |                |                                                                                   |
| 2015–16   | 1L      | 14   | 34       | 8  | 9  | 17 | 24 | 41 | 33              | 1/2 final        | 2ª Elimin.      |        |                |                                                                                   |
| 2016–17   | 1L      | 9    | 34       | 10 | 13 | 11 | 33 | 36 | 43              | 4ª Eliminatória  | 2ª Elimin.      |        |                |                                                                                   |
| 2017–18   | 1L      | 8    | 34 t\|13 | 6  | 15 | 35 | 44 | 45 | 3ª Eliminatória | 2ª Elimin.       |                 |        |                |                                                                                   |
| 2018–19   | 1L      | 8    | 34       | 13 | 5  | 16 | 34 | 40 | 44              | 1/8 final        | 2ª Elimin.      |        |                |                                                                                   |
| 2019–20   | 1L      | 12   | 34       | 10 | 9  | 15 | 28 | 39 | 39              | 3ª Eliminatória  | 2ª Elimin.      |        |                |                                                                                   |
| 2020–21   | 1L      | 13   | 34       | 8  | 12 | 14 | 39 | 49 | 36              | 4ª Eliminatória  | Não qualificado |        |                |                                                                                   |
| 2021–22   | 1L      | 12   | 34       | 7  | 17 | 10 | 39 | 52 | 38              | 3ª Eliminatória  | 1/2 final       |        |                |                                                                                   |
| 2022-23   | 1L      | 9    | 34       | 12 | 8  | 14 | 43 | 54 | 44              | 3ª Eliminatória  | 1/4 final       |        |                |                                                                                   |
| 2023-24   | 1L      | 15   | 34       | 7  | 11 | 16 | 39 | 62 | 32              | 4ª Eliminatória  | 1ª Elimin.      |        |                |                                                                                   |
| 2024-25   | 1L      | 18   | 34       | 6  | 6  | 22 | 24 | 59 | 24              | 3ª Eliminatória  | Não qualificado |        |                | Despromovido                                                                      |

#### Prestações nas Competições Europeias
| Época   | Prova             | Fase         | Adversário           | Casa           | Fora | Ag.      |
| ------- | ----------------- | ------------ | -------------------- | -------------- | ---- | -------- |
| 1975–76 | Taça das Taças    | 1ª El        | Spartak Trnava       | 3–0            | 0–0  | 3–0      |
| 1975–76 | Taça das Taças    | 2ª El        | Celtic FC            | 0–0            | 1–3  | 1–3      |
| 1976–77 | Taça das Taças    | 1ª El        | CSU Galaţi           | 2–0            | 3–2  | 5–2      |
| 1976–77 | Taça das Taças    | 2ª El        | Levski Sofia         | 3–1            | 0–2  | 3–3 (a)  |
| 1977–78 | Taça UEFA         | 1ª El        | Lazio                | 1–0            | 0–5  | 1–5      |
| 1979–80 | Taça das Taças    | 1ª El        | Sliema Wanderers     | 8–0            | 1–2  | 9–2      |
| 1979–80 | Taça das Taças    | 2ª El        | Dínamo Moscovo       | 1–1            | 0–0  | 1–1 (a)  |
| 1980–81 | Taça UEFA         | 1ª El        | Vasas SC             | 0–1            | 2–0  | 2–1      |
| 1980–81 | Taça UEFA         | 2ª El        | Sochaux              | 0–1            | 2–2  | 2–3      |
| 1981–82 | Taça UEFA         | 1ª El        | Atlético Madrid      | 4–1            | 1–3  | 5–4      |
| 1981–82 | Taça UEFA         | 2ª El        | Valencia CF          | 0–2            | 1–0  | 1–2      |
| 1985–86 | Taça UEFA         | 1ª El        | Club Brugge          | 4–3            | 1–3  | 5–6      |
| 1986–87 | Taça UEFA         | 1ª El        | Fiorentina           | 1–0 (3-1 g.p.) | 0–1  | 1–1      |
| 1986–87 | Taça UEFA         | 2ª El        | Glasgow Rangers      | 0–1            | 1–2  | 1–3      |
| 1989–90 | Taça UEFA         | 1ª El        | FC Karl-Marx-Stadt   | 2–2 (a.p)      | 0–1  | 2–3      |
| 1991–92 | Taça UEFA         | 1ª El        | Internazionale       | 2–1            | 0–0  | 2–1      |
| 1991–92 | Taça UEFA         | 2ª El        | Torino               | 0–0            | 0–2  | 0–2      |
| 1992–93 | Taça das Taças    | 1ª El        | Valur                | 3–0            | 0–0  | 3–0      |
| 1992–93 | Taça das Taças    | 2ª El        | Torino               | 0–2            | 0–0  | 0–2      |
| 1993–94 | Taça UEFA         | 1ª El        | Union Luxembourg     | 4–0            | 1–0  | 5–0      |
| 1993–94 | Taça UEFA         | 2ª El        | Lazio                | 2–0            | 0–1  | 1–1      |
| 1993–94 | Taça UEFA         | 1/8          | OFI Creta            | 2–0            | 4–1  | 6–1      |
| 1993–94 | Taça UEFA         | 1/4          | Karlsruher SC        | 1–1            | 0–1  | 1–2      |
| 1994–95 | Taça UEFA         | 1ª El        | MyPa                 | 2–1            | 1–1  | 3–2      |
| 1994–95 | Taça UEFA         | 2ª El        | Nápoles              | 1–1            | 1–2  | 2–3      |
| 1996–97 | Taça UEFA         | 1ª El        | Odense BK            | 1–2            | 3–2  | 4–4 (a)  |
| 1996–97 | Taça UEFA         | 2ª El        | Dinamo Tbilisi       | 5–0            | 0–1  | 5–1      |
| 1996–97 | Taça UEFA         | 1/8          | Inter Milão          | 0–2            | 1–5  | 1–7      |
| 1997–98 | Taça das Taças    | 1ª El        | Shakhtar Donetsk     | 2–3            | 1–1  | 3–4      |
| 1999–00 | Liga dos Campeões | 3ª Pré       | Brøndby              | 4–2 (a.p)      | 2–1  | 6–3      |
| 1999–00 | Liga dos Campeões | Grupo C      | Rosenborg            | 0–3            | 0–2  | 4º lugar |
| 1999–00 | Liga dos Campeões | Grupo C      | Feyenoord            | 1–1            | 1–1  | 4º lugar |
| 1999–00 | Liga dos Campeões | Grupo C      | Borussia Dortmund    | 1–0            | 1–3  | 4º lugar |
| 2000–01 | Taça UEFA         | Pré El       | Barry Town           | 2–0            | 3–0  | 5–0      |
| 2000–01 | Taça UEFA         | 1ª El        | Vorskla Poltava      | 2–1            | 2–1  | 4–2      |
| 2000–01 | Taça UEFA         | 2ª El        | Roma                 | 1–1            | 0–1  | 1–2      |
| 2001–02 | Liga dos Campeões | Grupo B      | Liverpool            | 1–1            | 1–1  | 2º lugar |
| 2001–02 | Liga dos Campeões | Grupo B      | Dínamo Kiev          | 3–1            | 0–1  | 2º lugar |
| 2001–02 | Liga dos Campeões | Grupo B      | Borussia Dortmund    | 2–1            | 1–2  | 2º lugar |
| 2001–02 | Liga dos Campeões | Grupo A      | Manchester United    | 0–3            | 0–3  | 3º lugar |
| 2001–02 | Liga dos Campeões | Grupo A      | Nantes               | 1–0            | 1–1  | 3º lugar |
| 2001–02 | Liga dos Campeões | Grupo A      | FC Bayern München    | 0–0            | 0–1  | 3º lugar |
| 2002–03 | Liga dos Campeões | 2ª Pré       | Hibernians           | 4–0            | 3–3  | 7–3      |
| 2002–03 | Liga dos Campeões | 3ª Pré       | Auxerre              | 0–1            | 0–0  | 0–1      |
| 2002–03 | Taça UEFA         | 1ª El        | Maccabi Tel Aviv     | 4–1            | 0–1  | 4–2      |
| 2002–03 | Taça UEFA         | 2ª El        | Anorthosis Famagusta | 2–1            | 1–0  | 3–1      |
| 2002–03 | Taça UEFA         | 3ª El        | Paris Saint-Germain  | 1–0            | 1–2  | 2–2 (a)  |
| 2002–03 | Taça UEFA         | 1/8          | Hertha Berlin        | 1–0            | 2–3  | 3–3 (a)  |
| 2002–03 | Taça UEFA         | 1/4          | Málaga               | 1–0 (4-1 g.p.) | 0–1  | 1–1      |
| 2002–03 | Taça UEFA         | Meias finais | Celtic               | 0–1            | 1–1  | 1–2      |

#### Jogadores Históricos
| Guarda-Redes - Américo - Alfredo - Ricardo - William Andem - Rafael Bracali | Defesas - Barny - Bosingwa - Frechaut - Frederico Rosa - Jorge Silva - Litos - Mário Silva - Paulo Sousa - Pedro Emanuel - Ricardo Silva - Isaías Aragão - Paulo Turra - William Quevedo | Médios - Rui Casaca - Diamantino - Hélder Baptista - Jaime Alves - Nelo - Nogueira - Petit - Raul Meireles - Rui Bento - Tavares - Erwin Sánchez - Isaías - Marlon Brandão - Phil Walker - Bobó Djalo - Kaźmierczak - Timofte - Latapy | Avançados - João Vieira Pinto - Artur - Martelinho - Nuno Gomes - Duda - Silva - Douala - Kwame Ayew - Zoran Filipović - Jimmy Floyd Hasselbaink - Ricky |

#### Treinadores Históricos
- José Maria Pedroto
- Manuel José
- Mário Reis
- Jaime Pacheco
- Carlos Brito
- Mário Wilson
- João Alves
- Queiró
- José Torres
- Fernando Caiado
- Pepe
- Jimmy Hagan
- Erwin Sánchez
- Zoran Filipović
- Željko Petrović
- Petit

### Séniores femininos

#### Palmarés
| Competições Nacionais | Competições Nacionais | Competições Nacionais | Competições Nacionais                                                                              |
|                       | Competição            | Venceu                | Temporadas                                                                                         |
| --------------------- | --------------------- | --------------------- | -------------------------------------------------------------------------------------------------- |
|                       | Campeonato Português  | 11                    | 1985/86, 1986/87, 1987/88, 1988/89, 1989/90, 1990/91, 1991/92, 1992/93, 1993/94, 1994/95 e 1996/97 |
|                       | Taça de Portugal      | 1                     | 2012/13                                                                                            |
| Total                 |                       |                       | |
|                       | Conquistas Oficiais   | 12                    | 12 Nacionais                                                                                       |

### Formação
O Boavista é conhecido por ter uma das melhores escolas de formação de Portugal. Nos últimos anos, o clube tem formado inúmeros jogadores que agora são titulares nas melhores equipas de Portugal, no próprio Boavista, ou até em equipas estrangeiras. Muitos são presença constante nas Seleções Nacionais, tanto nos AA como nas Seleções Jovens.

#### Palmarés
| Competições Nacionais | Competições Nacionais                | Competições Nacionais | Competições Nacionais               |
| Competição            | Competição                           | Venceu                | Temporadas                          |
| --------------------- | ------------------------------------ | --------------------- | ----------------------------------- |
|                       | Campeonato Nacional Juniores sub-19  | 4                     | 1994/95, 1996/97, 1998/99 e 2002/03 |
|                       | Campeonato Nacional Juvenis sub-17   | 1                     | 1999/00                             |
|                       | Campeonato Nacional Iniciados sub-15 | 3                     | 1987/88, 1990/91 e 1994/95          |
|                       | Campeonatos Nacional Infantis sub-13 | 2                     | 1990/91 e 1993/94                   |
|                       | Conquistas Oficiais                  | 10                    | 10 Nacionais                        |

## Filiais
- Filial Nº 1 - Boavista Clube da Ribeirinha (Ribeirinha, Angra do Heroísmo Açores)
- Filial Nº 2 - Arcos Futebol Clube (Arcos_(Tabuaço), Tabuaço, Distrito_de_Viseu)
- Filial Nº 3 - Desportivo de Castelo Branco (Castelo Branco)
- Filial Nº 4 - Grupo Desportivo Casalense (Casal da Serra, Tortosendo, Covilhã, Castelo Branco)
- Filial Nº 5 - Associação Cultural Desportiva e Recreativa "Os Malmequeres" (Celeirós, Braga)
- Filial Nº 6 - Associação Desportiva Recreativa e Cultural Parada de Gonta (Parada de Gonta, Tondela, Viseu)
- Filial Nº 7 - Sport Clube Valenciano (Valença do Minho, Viana do Castelo)
- Filial Nº 8 - Grupo Desportivo de Calde (Calde, Viseu)
- Filial Nº 9 - Uniao Desportiva e Social de Roriz (Roriz, Santo Tirso, Porto)
- Filial Nº 10 - Nespereira Futebol Clube (Nespereira, Cinfães, Viseu)

- Filial Nº 1 no estrangeiro - Águias de Luxemburgo Boavista Futebol Clube (Luxemburgo)
- Filial Nº 2 no estrangeiro - Batuque Futebol Clube (São Vicente, Cabo Verde)
- Filial Nº 3 no estrangeiro - Boavista Futebol Clube da Praia (Praia, Cabo Verde)
- Filial Nº 4 no estrangeiro - Union Sportive Créteil-Lusitanos (Créteil, Paris, França)
- Filial Nº 5 no estrangeiro - Centro Português Cultural e Recreativo de Reutlingen (Reutlingen, Tübingen, Alemanha)
- Filial Nº 6 no estrangeiro - Boavista Futebol Clube Timor (Díli, Timor-Leste)